# Villa La Pietra

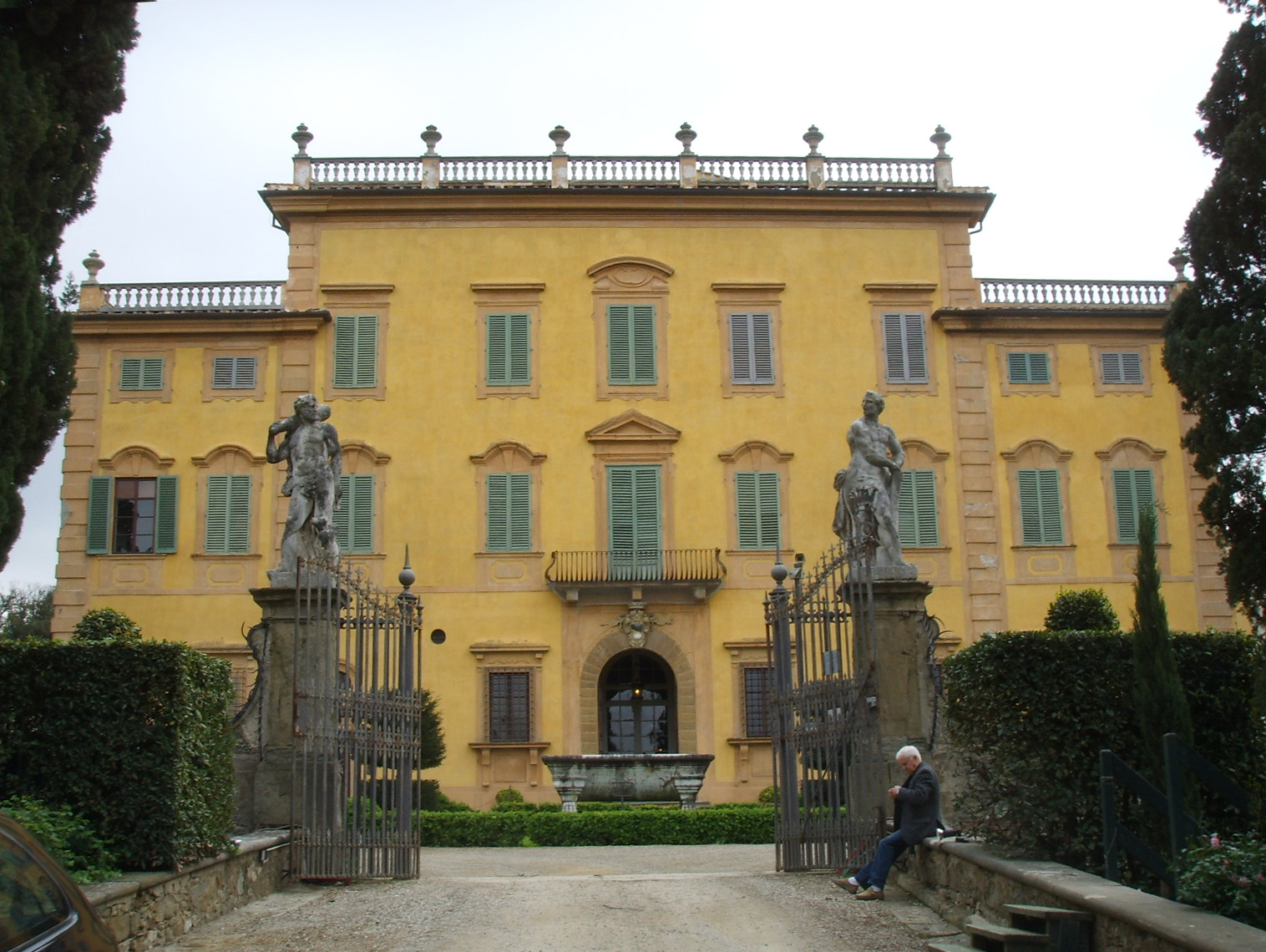
Villa La Pietra

Villa La Pietra ist ein Landgut am Rand von Florenz. Aufgrund letztwilliger Verfügung des kinderlos verstorbenen Sir Harold Acton gehören die Villa und der 23 Hektar große Garten seit 1994 der New York University.

## Geschichte
Das ursprüngliche Villengebäude stammte aus dem 15. Jahrhundert und gehörte der Familie
Macinghi. 1460 kaufte es der florentiner Bankier Francesco Sassetti, in dessen Familie das Gut bis 1545 verblieb. Danach ging es bis 1877 in den Besitz der Familie Capponi über. Kardinal Luigi Capponi nahm im 17. Jahrhundert bedeutende Veränderungen vor und ließ die barocke Fassadengestaltung ausführen (möglicherweise von Carlo Fontana).
Arthur Acton (1873–1953) war ein in Italien geborener Brite, von Beruf Kunsthändler, sein Vater Roger (1834–1895), zeitweilig Berater von Ismail Pascha in Kairo, bereits in Neapel geboren. Arthurs Gattin Hortense, geborene Mitchell, war die Tochter von Willam Hamilton Mitchell, des Gründers der Illinois Trust and Savings Bank. Der nur mäßig begüterte Brite und die reiche Erbin aus den USA erwarben den Besitz von La Pietra 1908 und unternahmen den Versuch, den im 19. Jahrhundert zum Englischen Garten gewordenen Park wieder im Sinne der Renaissance umzugestalten. Ihr Sohn Harold setzte diese Bemühung fort.

## Der Garten

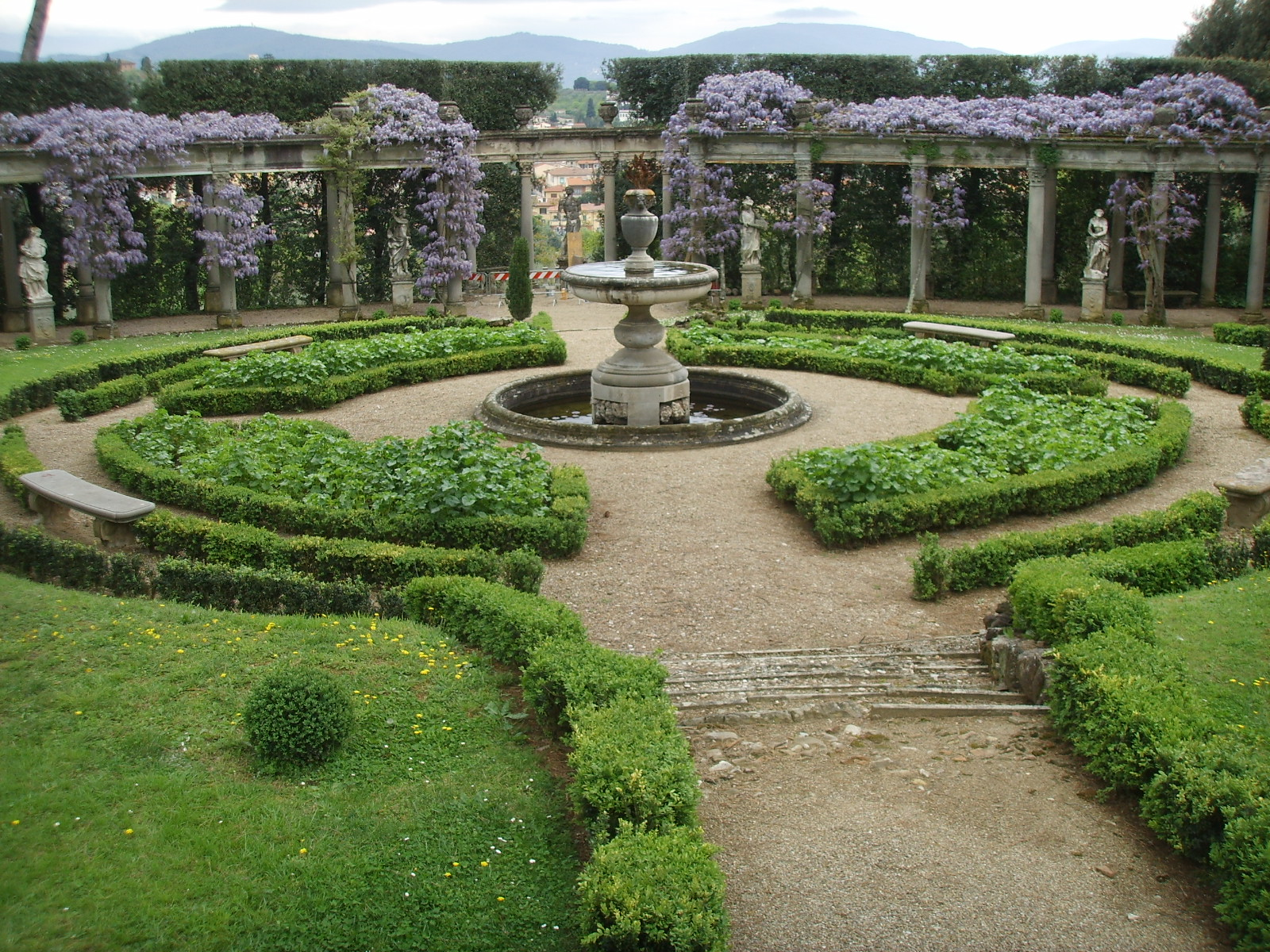
Der Garten: Rotonda

Eine eindrucksvolle Zypressenallee führt von der Grundstücksgrenze zum Hauptgebäude. Die Zufahrt überbrückt geschickt eine öffentliche Straße. Im Garten selbst imponieren der Ausblick auf Florenz und zahlreiche Statuen, viele darunter stammen von Orazio Marinali aus Vicenza und Antonio Bonazza aus Padua. Mächtige Buchsbaumhecken gliedern den Garten und schaffen separate Räume, was der kulturellen Nutzung für Feste und Konzerte entgegenkommt.

## Die Villa
Das Villengebäude ist im Wesentlichen so erhalten wie zur Zeit von Harold Actons Tod. Es enthält die Kunstsammlung der Actons (Mittelalterliche Kunst, Tapisserien etc.) und kann nach Verabredung besichtigt werden.
Die Universität bemüht sich, den Garten im Sinne seines fotografisch gut dokumentierten Zustandes von etwa 1937 zu rekonstruieren.

## Filmkulisse
Die Eingangssequenzen des Films Bleib wie du bist von Alberto Lattuada wurden 1978 im Garten und in der Zypressenallee der Villa gedreht.